# 양정숙
양정숙(梁貞淑, 1965년 3월 12일~)은 대한민국의 변호사, 정치인이다.
제21대 국회의원 선거에서 더불어시민당 소속으로 국회의원에 당선되었다.

## 조세포탈 위해 부동산 명의신탁 논란
2016년 49억원으로 신고했던 양정숙은 2020년 21대 총선에서 서울 강남구 대치동과 서초구 서초동 아파트 2채 등 아파트 3채와 송파구 송파동 및 경기 부천시 심곡동 복합건물 2채 등 총 5채의 부동산 등 92억원의 재산을 신고했다. 일부 아파트와 건물 매입 과정에서 동생의 명의를 도용해 세금을 탈루했다는 의혹을 받았으나 "동생이 홧김에 진술한 것"이라고 밝혔다.
더불어시민당은 4월 29일 최고위원회의에서 Δ재산축소신고 등 허위사실 유포에 대한 공직선거법 위반 Δ공직자 추천 방해혐의 Δ부동산 실권리자명의 등기에 관한 법률 위반 혐의로 형사고발 하기로 결정하였다.

## 학력
- 1971~1977: 박문국민학교 졸업
- 1977~1980: 박문중학교 졸업
- 1980~1983: 혜원여자고등학교 졸업
- 1983~1987: 이화여자대학교 법학 학사
- 1987~1991: 이화여자대학교 대학원 법학 석사
- 1995~2002: 이화여자대학교 대학원 법학 박사

## 경력
- 제32회 사법시험 합격
- 제22기 사법연수원 수료
- 2006: 법무부 치료감호심의위원회 위원
- 2006: 국민건강보험공단 국민건강보험공단위원회 위원
- 2007: 법무법인 서울중앙 구성원 변호사
- 2008: 법무부 인권옹호자문단 위원
- 2008: 방송통신위원회 행정심판위원
- 2008: 방위사업청 계약심의위원
- 2008: 대한변호사협회 이사
- 2009: 서울가정법원 조정위원
- 2009: 서울지방변호사회 이사
- 2011: 중앙행정심판위원회 위원
- 2011: 법조윤리협의회 사무총장
- 2011: 한국여성변호사회 부회장
- 2011: 대한변협 회칙개정특별위원회 부위원장
- 2011.09: 일본군 위안부 피해자들의 문제 해결을 위한 간담회 발표
- 중앙선거방송토론위원회 위원
- 2019.12~2020.02: 국가인권위원회 비상임위원
- 2020년 4월 15일: 대한민국 제21대 국회의원 선거 당선(비례대표, 더불어시민당, 초선)
- 개혁신당 정무특보단장

### 의정 활동
- 2020.05~2024.05: 제21대 국회의원(비례대표, 더불어시민당→무소속→개혁신당, 초선)
  - 2020.06~2022.05: 제21대 국회 전반기 과학기술정보방송통신위원회 위원
  - 2021.07~2022.05: 제21대 국회 전반기 예산결산특별위원회 위원
  - 2022.07~2024.05: 제21대 국회 후반기 정무위원회 위원
  - 2022.07~2023.05: 제21대 국회 후반기 예산결산특별위원회 위원
  - 2023.10~2023.11: 제21대 국회 헌법재판소장(이종석) 임명동의에 관한 인사청문 특별위원회 위원
  - 2024.02~2024.02: 제21대 국회 대법관(신숙희·엄상필) 임명동의에 관한 인사청문 특별위원회 위원

## 역대 선거 결과
|  | 25.54% |

|  | 33.35% |

## 소속 정당
| 소속 정당 | 소속 정당    | 소속 기간 | 비고      |
| --------- | ------------ | --------- | --------- |
|           | 더불어민주당 | 2016~2020 | 정계 입문 |
|           | 무소속       | 2020      | 탈당      |
|           | 더불어시민당 | 2020      | 입당      |
|           | 무소속       | 2020~2024 | 제명      |
|           | 개혁신당     | 2024~현재 | 입당      |

## 같이 보기
- 대한민국 제21대 국회의원 선거 더불어시민당 후보 목록#비례대표

## 가족 관계
- 아버지: 양국환(1932년~2021년 10월 27일)
- 형제동생: 양정임, 양용석, 양정호